# Harald Eschenburg
Harald Eschenburg (* 12. Juni 1914 in Kiel; † 23. Dezember 1987 ebenda) war ein deutscher Buchhändler, Antiquar und Autor.

## Leben
Harald Eschenburg wurde als Sohn des Seeoffiziers Theodor Eschenburg (1876–1968) in Kiel geboren. Nach dem Besuch des Gymnasiums in Kiel und einem dreisemestrigen Studium der Literaturwissenschaft an der Universität Kiel arbeitete er im Verlagswesen (Rowohlt Verlag in Berlin, Verlag Eugen Diederichs, Jena). Während des Zweiten Weltkriegs war er Marineoffizier, zuletzt als Oberleutnant. Anschließend war er in Kiel Inhaber von verschiedenen Buchhandlungen und Antiquariaten. Er betätigte sich außerdem als Autor mehrerer historischer Romane und Biographien.
Sein Bruder war der Politikwissenschaftler Theodor Eschenburg (1904–1999). Harald Eschenburg liegt im Familiengrab auf dem Kieler Nordfriedhof begraben.

## Werke
- Renate im Bücherland. Kleiner Roman einer glücklichen Lehrzeit. Ziegler, Schwenningen/Neckar 1957.
- Schlagseite. Roman aus der Weimarer Republik. Knaus, Hamburg 1979, ISBN 3-8135-0858-7.
- Wind von vorn. Roman einer Machtergreifung. Knaus, Hamburg 1980, ISBN 3-8135-0422-0.
- Im Schlepp. Roman der Besatzungszeit. Knaus, Hamburg 1982, ISBN 3-8135-0220-1.
- Komödianten kommen. Lustspiel in drei Aufzügen. Edition Deutsche Dramaturgie, Göttingen 1984
- Lübecker Marzipan oder fünfzehn Rosen. Husumer Druck- und Verlagsgesellschaft, Husum 1984, ISBN 3-88042-235-4.
- Die polnische Prinzessin. Elisa Radziwill, die Jugendliebe Kaiser Wilhelms I. Engelhorn-Verlag, Stuttgart 1986, ISBN 3-87203-015-9.
- Prinz Heinrich von Preußen. Der Großadmiral im Schatten des Kaisers. Westholsteinische Verlagsanstalt Boyens, Heide 1989, ISBN 3-8042-0456-2.